# 鈴木亞久里
鈴木亞久里（1960年9月8日—）是日本的一級方程式車手之一，於1988年賽季第15站的日本大獎賽中首度出戰，他在完成1995年度的賽事便退出F1，共計完成88場賽事，當中1990年的日本大獎賽，鈴木奪得季軍，也是唯一能使他登上頒獎台的F1賽事，他同時是F1史上首位登上頒獎台的亞洲車手。 
至2005年，他成立了超級亞久里車隊，作为车队经理、代表参与F1比赛，但车队已于2008年由于资金短缺而解散。
2013年11月，铃木亚久里宣布组建电动方程式车队亚久里车队，将参加2014年开始的首届电动方程式锦标赛。2015-2016赛季结束后车队被中国投资公司收购，并更名为钛麒车队。

## 外部網站
- SUPER AGURI COMPANY